# 梶井功
梶井 功（かじい いそし、1926年9月21日 - 2019年7月2日）は、日本の農業経済学者、東京農工大学名誉教授。第15期・16期日本学術会議会員。

## 略歴
新潟県佐渡郡相川町（現・佐渡市）生まれ。1950年東京大学農学部農業経済学科卒業。1961年「農業生産力の展開構造」で農学博士の学位を取得。1964年鹿児島大学農学部助教授、1967年教授。1971年東京農工大学農学部教授、1988年農学部長、1990年定年退官、東京農業大学農学部教授。1995年東京農工大学学長、2001年退任。2002年勲二等瑞宝章受章。
　既存統計を加工、駆使しての分析は他の研究者の追随を許さないものである。
　常に経営における実証研究を基軸として据え、これと統計との整合性について言及するスタンスを崩さなかった。

## 著書
- 『農業生産力の展開構造』弘文堂　1961
- 『南九州零細農地帯における農民諸階層と農地移動 南九州酪農部落での』農政調査会　1966
- 『基本法農政下の農業問題』東京大学出版会　1970
- 『小企業農の存立条件』東京大学出版会　1973
- 『農地法的土地所有の崩壊』農林統計協会　1977
- 『土地政策と農業』家の光協会　1979　今日の農業問題
- 『現代農政論』柏書房　1986
- 『梶井功著作集』全7巻　筑波書房

第1巻 (農業生産力の展開構造　1986
第2巻 (基本法農政下の農業問題　1987
第3巻 (小企業農の存立条件)　1987
第4巻 (農村人口論・労働力論　1987
第5巻 (農地法的土地所有の崩壊)　1987
第6巻 (畜産の展開と土地利用)1988
第7巻 (食糧需給政策と価格政策)　1988
- 『もう一つの農政論 隻眼須憑自主張』農林統計協会　1990
- 『日本農業のゆくえ』1994　岩波ジュニア新書
- 『続・もう一つの農政論』農林統計協会　1996
- 『国際化農政期の農業問題』家の光協会　1997
- 『農業構造の変化と農地制度』全国農業会議所　1999
- 『新基本法と日本農業』家の光協会　2000
- 『WTO時代の食料・農業問題』家の光協会　2003
- 『日本農業 分析と提言』筑波書房　2003
- 『小泉「構造改革農政」への危惧』農林統計協会　2006　もう一つの農政論

## 共編著
- 『日本漁村の過剰人口』近藤康男共著　東京大学出版会　1956　漁業問題叢書
- 『限界地農業の展開 鹿児島県農業論』編　御茶の水書房　1971
- 『農業機械銀行 マシーネンリングと日本への適用』石光研二共著　家の光協会　1972
- 『農業経済学の軌跡 農業経済学会50年の歩み』逸見謙三共編　農林統計協会　1981
- 『農産物過剰 その構造と需給調整の課題』編著　明文書房　1981
- 『畜産経営と土地利用』編　農山漁村文化協会　1982
- 『日本農業再編の戦略』編著　柏書房　1982
- 『集団的農用地利用 新しい土地利用秩序をめざして』高橋正郎共編著　筑波書房　1983
- 『畜産的土地利用の現状と展開方向』編著　中央畜産会　1984
- 『土地利用方式論 日本的土地利用の方向』編著　農林統計協会　1986
- 『農業改革の理論』編著　農林統計協会　1988
- 『農業の基本法制 問題点と改正試論』編　家の光協会　1992
- 『農業問題その外延と内包』編著　農山漁村文化協会　1997
- 『興亡の国を支えて 二〇世紀農政の教訓』川野重任共編著　家の光協会　2001
- 『「農」を論ず 日本農業の再生を求めて』編著　農林統計協会　2011